# Asperula scoparia
Asperula scoparia är en måreväxtart som beskrevs av Joseph Dalton Hooker. Asperula scoparia ingår i släktet färgmåror, och familjen måreväxter.

## Underarter
Arten delas in i följande underarter:
- A. s. scoparia
- A. s. subglabra